# Jorge «Cuque» Sclavo
Jorge «Cuque» Sclavo Arman (Montevideo, 1 de octubre de 1936 - Montevideo, 31 de julio de 2013) fue un escritor, humorista, periodista y publicista uruguayo.

## Biografía
Fundó y dirigió la revista de humor político Misia Dura, cuyo primer número apareció el 12 de mayo de 1969 y que luego pasaría a ser suplemento del diario El Popular.
Fue actor y director de teatro y realizó espectáculos de café-concert. Como publicista ganó el Premio Nacional de Publicidad en 1977 y en 1979. Trabajó en las radios El Espectador y Sarandí. Escribió libretos para radio y programas de televisión como La Pensión 64 y La Familia Rodelú. Fue crítico de cine, teatro y jazz y autor de textos humorísticos en varios medios periodísticos como Marcha, El Popular, La Democracia, Jaque, Búsqueda y en revistas de humor político como Peloduro, El Dedo y Guambia, entre otras publicaciones.
Publicó varios textos humorísticos, relatos y ensayos y fue letrista de murgas y libretista de espectáculos de carnaval. En 1966 obtuvo el primer premio de la sexta edición de la Feria Nacional del Libro y el Grabado por el relato Un lugar para Piñeiro, en 1972 el primer premio Novela Édita del Ministerio de Educación y Cultura por la novela Primer cielo, primera tierra y en 1986 el primer premio Novela Édita del Concurso de la Intendencia Municipal de Montevideo por el relato De los espejos y lo feroces que son.
En 2009 publicó 50 años al santo Bleque, una antología de sus textos humorísticos y retratos de políticos uruguayos aparecidos en el semanario Búsqueda entre 1992 y 2009. En 2010 se editó su autobiografía titulada Desde el paraíso.
Falleció en Montevideo el 31 de julio de 2013, a los 76 años.

## Obras
Relatos
- Un lugar para Piñeiro y otros relatos (Arca, 1966)
- Primer cielo, primera tierra (1972)
- De los espejos y lo feroces que son (1986)

Humor
- Petiso Larrosa Ilustrado (1987)
- Los bleques del Cuque (1988)
- Los tangos del Cuque (1990)
- El quiosco del Cuque (1991)
- Enciclopaedia Cuquess (Diet) (1992)
- Los abominables Cuques (1993)
- Cuque contraataca (1994)

Notas
- 50 años al santo Bleque (El Galeón, 2009) Recopilación de 59 notas de «Cuque» Sclavo en Búsqueda

Autobiografía
- Desde el paraíso (Fin de Siglo, 2010)

Discografía
- Retratos al Bleque (La Batuta, LBC 032, 1985)